# Walking in the Air (песня Nightwish)
«Walking in the Air» (рус. Идущие по воздуху) — сингл финской метал-группы Nightwish 1999 года из альбома Oceanborn. Является кавер-версией популярной одноимённой песни, написанной композитором Ховардом Блейком для английского короткометражного анимационного телефильма «Снеговик», снятого по одноимённой детской книге Рэймонда Бриггса (1978) и традиционно демонстрируемого по телевидению в Великобритании в канун Рождества.
Помимо музыкальной композиции «Walking in the Air» в состав сингла входят бонус-трек «Nightquest» из альбома Oceanborn и музыкальная композиция «Tutankhamen» из альбома Angels Fall First.

## Список композиций
| №                   | Название                    | Длительность |
| ------------------- | --------------------------- | ------------ |
| 1.                  | «Walking in the Air» (Edit) | 3:41         |
| 2.                  | «Nightquest»                | 4:15         |
| 3.                  | «Tutankhamen»               | 5:30         |
| Общая длительность: | Общая длительность:         | 13:35        |

## Чарты
- Финляндия — 1[1]

## Участники
- Туомас Холопайнен — композитор, клавишные
- Эмппу Вуоринен — гитара
- Юкка Невалайнен — ударные
- Тарья Турунен — вокал
- Сами Вянскя — бас-гитара